# 亞德里亞濱海戰區
「亞德里亞濱海戰區」（德語：Operationszone Adriatisches Küstenland；簡稱：【OZAK】）（義大利語：Zona d'operazioni del Litorale adriatico）是1943年二戰期間納粹德國在北亞德里亞海建立的一個行政區，由被德國接管前法西斯意大利領土組成。包括現在的意大利、斯洛文尼亞和克羅地亞領土。該地區在行政上附屬於克恩顿帝國大區但並未合併。首府位於的里雅斯德市。

## 引用
- Panzers in the OZAK 1943-1945 （页面存档备份，存于） by Stefano di Giusto, standard reference to German and collaborationist armor in the Operationszone Adriatisches Küstenland. Accessed 15 June 2006.
- the story of Risiera di San Sabba（页面存档备份，存于）